# Société française de Tucuman
La Société française de Tucumán, sise au 751 rue San Juan, à San Miguel de Tucumán, trouve ses origines dans l’ancienne institution connue sous le nom de Société française industrielle de secours mutuels de Tucumán, créée le 1er février 1879. Son premier président était Jean Ansonnaud, vice-président Adolphe Bugeau et secrétaire Louis Ansonnaud. Ces associés furent choisis parmi d’autres membres fondateurs. En 1879, elle réunissait 29 membres et l’année suivante 54. Le 1er juin 1885, elle prend le nom de Société française de secours mutuels. En 1893, on présente une demande en vue d'acquérir son statut juridique et établit ses statuts. Le président est alors Achille Garnaud, et le secrétaire Emile Bec. En 1898, une nouvelle Société française voit le jour, la Société française de bienfaisance, un organisme interne au sein du précédent fondé par l'agent consulaire.
Elle garde ce nom jusqu'en 1902, accomplissant d'importantes réalisations telles que l'inauguration de deux œuvres, le siège de la rue San Juan, également connu sous le nom de La Maison de France (Maison de France à Tucumán) et le Panthéon français au cimetière ouest de Tucumán. La charité est un exercice concret, car la Société caritative française soutient de nombreux compatriotes en difficulté financière. L'organisme de bienfaisance est financé par des ressources provenant des cotisations volontaires, de l'organisation de bals, de concerts et des contributions du comité des dames de la Société française. Ainsi que des prélèvements d’un pourcentage des recettes de la Société française de secours mutuel. La Société française de bienfaisance fusionne avec la Société française de secours mutuels et bienfaisance vers octobre 1902. Cette nouvelle Société française qui réalise des actions caritatives, soutient les plus démunis, ainsi que les gens âgés. Elle leur fournit de l’assistance médicale et les médicaments. En outre, elle prend en charge la création de l'École française.

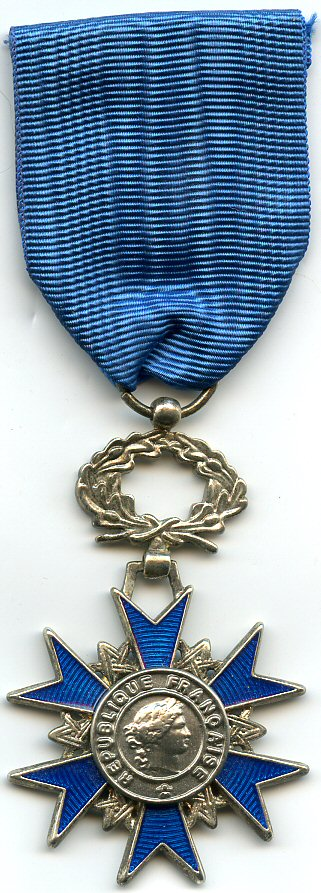
Ordre national du mérite accordé à Luis Giraud, ancien président de la Société française (2001-2008).

## L’École Française
À Tucumán, les Français exercent des fonctions éducatives depuis 1812 et déjà en 1832, Felipe Bertrés, nommé par le gouverneur Alejandro Heredia, était directeur de l’École Lancaster. L'école a fonctionné dans un couvent de mercédaires avec 181 étudiants. Amédée Jacques (1813-1865) est le directeur du premier établissement d'enseignement supérieur de Tucumán, le Collège San Miguel entre 1858 et 1862. De nombreux Français intègrent le corps enseignant du Collège national. Et les prêtres Lourdistes vont créer le Collège Le Sacré-Cœur à Tucumán.
En 1904, sous la présidence de M. Scipion Chevallier assisté du secrétaire, M. Frédéric Bez, il fut décidé que la Société Française de Tucumán aurait sa propre unité d'enseignement. L'école est dirigée par ses fondateurs entre 1904 et 1918. Déjà en 1905, il fut établi que l’école est adressée aux enfants, entre six et neuf ans, qui passeront ensuite à d'autres écoles. L'enseignement fut dispensé exclusivement en français et l'espagnol n'était pas autorisé à la cour de récréation. Vers 1909, l'école avait son internat qui hébergeait les enfants venus de l'intérieur de la province.

## La visite deGeorges Clemenceau
En 1910, alors que Tucumán reçoit la visite du Ministre de l'intérieur de la France, Georges Clemenceau, on pose la pierre basal de l'école française le 22 août. Le ministre le cimentera et il reçoit la promesse d’une école portant son nom,.
Cette même année, sous la présidence de Bernard Fourçans, on entame les travaux de construction de l'école française sur le bâtiment de la rue Junin. En 1912, l'école fut intégrée au système éducatif provincial. Vers 1920, la Société française loue le bâtiment à la province, qui allait l'utiliser comme école.

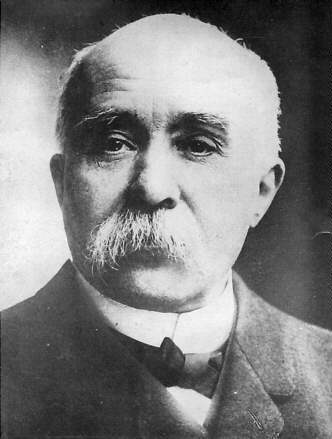
Georges Clemenceau.

## La Maison de France

Armoiries de la République française.

Le bâtiment de la Société Française de Tucumán est un chantier constant, toujours en restauration. La pierre basale de l'édifice fut posée le 14 juillet 1893. Le nom « Maison de France » est celui que les associés eux-mêmes accordent au noyau initial. Le nom apparaît déjà ainsi dans les plans officiels de la ville vers 1897. Le bâtiment comprend une salle principale, qui abrite la plus ancienne salle de théâtre de la ville. Avec un étage, sous-sol et dressing. Le théâtre est conservé dans son cadre d'origine. Le bâtiment lui-même a une façade simple, l'actuelle de 1925. L'auteur du bâtiment original est l'architecte français Sauveur Serres, né en Algérie en 1861. On avait prévu d'ouvrir ce hall en 1894, mais l'assassinat du président français Sadi Carnot reporte les festivités. L’inauguration aura lieu le 14 juillet 1895. Entre 1895 et 1899, le bâtiment est agrandi, ajoutant des corps latéraux et on modifie la façade. Vers 1904, la construction du salon restaurant est terminée. Vers la fin de la Grande Guerre, la Société française erigera l'unique monument de la région pour rendre hommage aux Français ou enfants de Français morts pour la patrie.

## Les dames de la Société française
Les Françaises auront un rôle de choix au sein de la Société française. Cela a été mis en évidence en 1909 lorsque l'École française est prise en charge par la commission des françaises. Ce sont également elles qui administrent, récoltent des fonds et gèrent les événements culturels et caritatifs. Dans une Société ayant une histoire exclusive de présidents masculins, une femme rompt cette tradition en 1995. Mme Amanda Guillou, après avoir occupé le poste de secrétaire pendant plus de quinze ans, est élue présidente.

## Culture et théâtre
Depuis ses origines, la Société française a accueilli d'innombrables événements culturels, cours, congrès, séminaires, concerts, opéras, présentations de livres, lectures de poésie, pièces de théâtre et grands mouvements culturels. Il est à ce jour l'une des salles les plus convoitées et privilégiées de Tucumán pour de grands projets culturels.

## La Société française aujourd’hui
Tout en suivant le fil de sa tradition, la Société française met un accent particulier sur le fonctionnement des unités d'enseignement non formel. Elle offre des cours gratuits de français pour des enfants descendants de Français ou d'origine francophone. Ainsi que d’autres cours de philosophie, de droit urbain et de la conservation, la gestion et l’entretien du patrimoine.
L’institution dispose d'une unité d'études généalogiques sur l'immigration française dans la région, sous la direction du chercheur Carlos Alvarado-Larroucau. Il est aussi le directeur des cours de Langue française et directeur de la francophonie.
La scène de son théâtre s’est vue renouvelée pour accueillir de nombreuses expressions artistiques. Des performances de chanteurs comme Andrée Foissac ou de groupes de rock locaux comme Mano e mono.
L’année 2019 a donné lieu à 7 productions théâtrales, de groupes locaux, nationaux et étrangers. Parmi eux, la production Drame de Guillermo Katz et Mar by night de Luis Machin.

## Présidents de la Société française de Tucumán
Jean Ansonnaud ; Louis Dode ; Prosper Chrestia ; Etienne Barreau ; Achiles Garnaud ; Adrien Daffis ; Joseph Curel ; Paul Martinetti ; Henri Gonnard ; Joseph Lassalle ; Scipion Chevallier ; Frédéric Bez ; Armand Florentz ; Bernard Fourçans ; Gustave Pfersdorff ; Guillaume Griet ; Emile Albagnac ; Desiré Mopty ; Frédéric Batrosse ; Honoré Barot ; Ambroise Hourcade ; Ferdinand Ducardon ; Léon Auguste ; Arthur Missart ; Emile Bourguignon ; Jean Imbaud ; Raymond Ducasse ; Emile Bec ; Marius Bron ; François Dumont ; Hector G. Chrestia ; Michel Bullion ; Armand Baunaly ; Ramon de Chazal ; Guillermo Isas ; Amanda Guillou ; Carlos Castillo ; Luis Giraud ; Hector E. Chrestia ; Gerardo Isas Guillou.

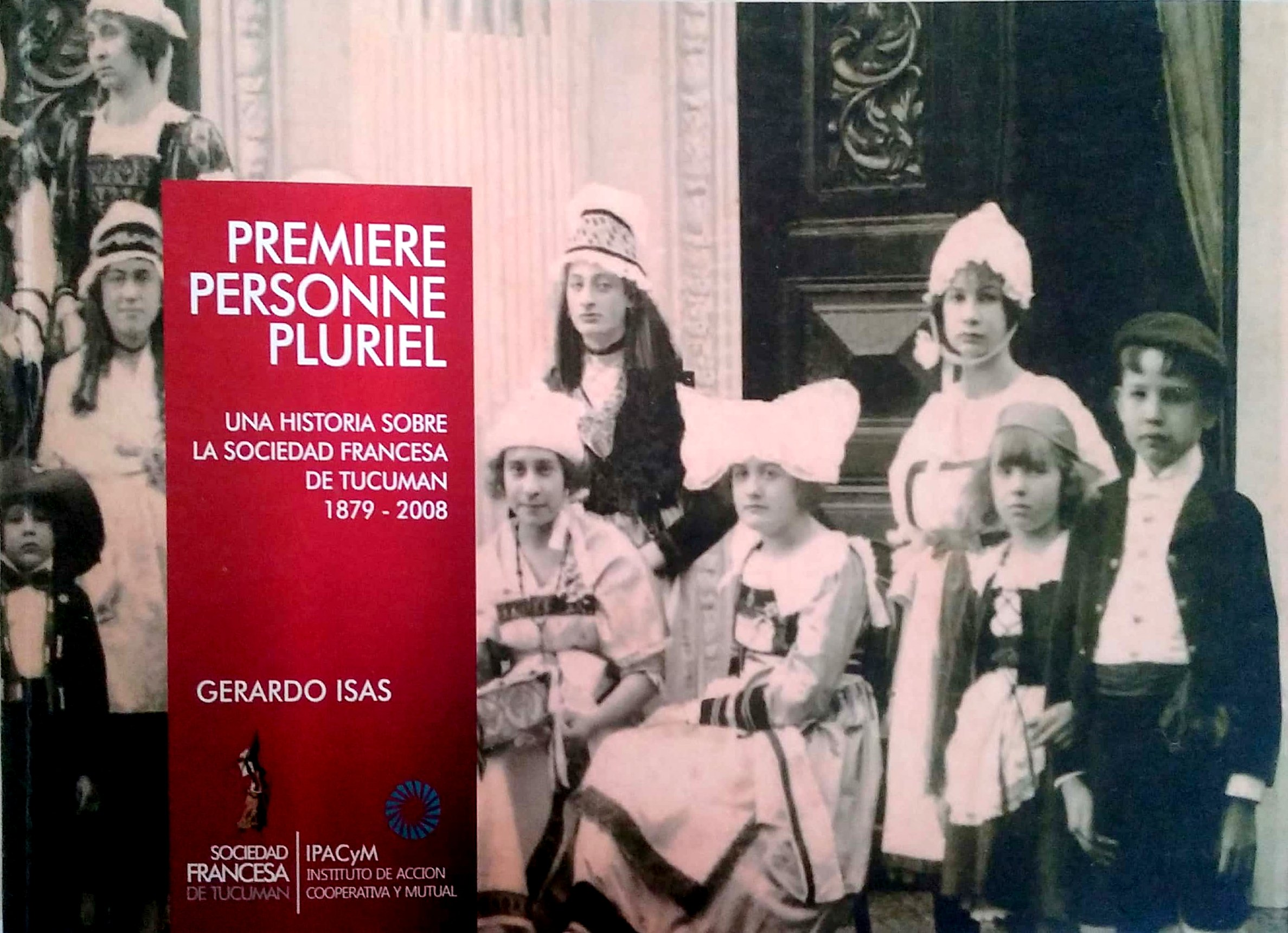
Isas, Gerardo, Premiere Personne Pluriel, Une histoire à propos de la Société Française de Tucuman, 1879-2008, San Miguel de Tucumán, Sociedad Francesa IPACyM, 2017.